# کبوتر ساده
 کبوتر ساده (نام علمی: Patagioenas inornata) نام یک گونه از سرده کبوتر میدانی آمریکایی است.